# Joaquín María Torroja y Quinzá
Joaquín María Torroja y Quinzá (ur. w 1846 w Reus w Hiszpanii, zm. ?) – hiszpański urzędnik konsularny.
Długoletni pracownik hiszpańskiej służby zagranicznej w której pełnił szereg funkcji, m.in. wicekonsula w Bostonie (1877-1887), konsula w Key West (1889), Gdańsku (1890-1893), Rabacie (1893-1894), Kingston (1895-1897), Filadelfii (1898), Halifaxie (1899), Liverpoolu (1899), konsula generalnego w Hawanie (1900-1904), Hamburgu (1905-1906) i Londynie (1907-1913).
W trakcie pełnienia funkcji konsularnej w Bostonie, studiował na Uniwersytecie Harwardzkim.